# Панкова, Евгения Ивановна
Евгения Ивановна Панкова (род. 22 мая 1932) — советский учёный почвовед-географ, ведущий специалист в области географии, генезиса и картографии аридных и засоленных почв, доктор сельскохозяйственных наук, профессор. Действительный член Всесоюзного общества почвоведов при АН СССР (с 1955). Главный научный сотрудник Почвенного института имени В. В. Докучаева. 

## Биография
Родилась 22 мая 1932 года в Волгограде.
С 1950 по 1955 год обучалась на кафедре географии почв и геохимии ландшафтов географического факультета Московского государственного университета. 
С 1956 по 1962 год на исследовательской работе в Гипроводхозе ММВХ СССР в качестве почвоведа. С 1962 по 1965 год обучалась в аспирантуре географического факультета Московского государственного университета под руководством профессора М. А. Глазовской.
С 1965 года на научно-исследовательской работе в Почвенном институте имени В. В. Докучаева АН СССР — РАН в качестве младшего, старшего, ведущего и главного научного сотрудника в отделе генезиса и мелиорации засоленных почв, руководила научной группы по созданию карты засоления почв России. Помимо основной деятельности занималась и педагогической работой в МГУП, являлась членом Диссертационного совета этого университета и Почвенного института имени В. В. Докучаева.

### Научно-педагогическая деятельность и вклад в науку
Основная научно-педагогическая деятельность Е. И. Панковой была связана с вопросами в области почвоведения, географии. Е. И. Панкова занималась исследованиями генезиса и методов картографирования засоленных и деградированных почв, методов определения гуминовых кислот свободных и связанных с подвижными формами полутораокисей, являлась автором классификации засоления почв, занималась проблемой деградации почв в южных регионах России. Е. Н. Панковой была разработана методика оценки засоления орошаемых почв хлопкосеющей зоны на основе анализа фотоизображения.
С 1955 года Е. И. Панкова являлась действительным членом Всесоюзного общества почвоведов при АН СССР и членом Международного общества почвоведов, является членом редколлегии журнала РАН — «Почвоведение» и журнала ИВП РАН — «Экосистемы: экология и динамика».
В 1965 году защитила диссертацию на соискание учёной степени кандидат географических наук по теме: «Каштановые почвы Монголии, их генезис и мелиоративные свойства», в 1987 году защитила диссертацию на соискание учёной степени доктор сельскохозяйственных наук по теме: «Засоленные почвы аридных территорий и методы их дистанционного изучения в целях мониторинга». В 1990 году ей присвоено учёное звание профессор. Е. И. Панковой было написано более 250 научных трудов, в том числе пяти монографии, а так же научных статей и публикаций опубликованных в ведущих научных журналах, в том числе более пятидесяти статей в журнале РАН — «Почвоведение». Индекс Хирша — 38 (без учёта самоцитирований — 18, с учётом только статей в журналах	— 11). Число публикаций на eLibrary.Ru — 202 (число цитирований — 3428). Число публикаций в РИНЦ — 	198 (число цитирований — 3274). Число статей в зарубежных журналах — 8 (число цитирований — 204). Число статей в российских журналах — 139 (число цитирований  — 1741). Число статей в российских журналах из перечня ВАК — 131 (число цитирований — 1482).

## Основные труды
- Каштановые почвы Монголии, их генетические и мелиоративные свойства. - Москва, 1965. — 249 с.
- Засоленные почвы аридных территорий и методы их дистанционного изучения в целях мониторинга / ВАСХНИЛ. Почвен. ин-т им. В. В. Докучаева. - Москва, 1988. — 499 с.
- Генезис засоления почв пустынь: (На прим. Монголии и Сред. Азии) / Е. И. Панкова; Рос. акад. с.-х. наук, Почв. ин-т им. В. В. Докучаева. - М. : Почв. ин-т, 1992. — 136 с. — ISBN 5-7010-0257-8
- Дистанционный мониторинг засоления орошаемых почв / Е. И. Панкова, Д. А. Соловьев; Рос. акад. с.-х. наук, Почв. ин-т им. В. В. Докучаева. - М. : Почв. ин-т, 1993. — 191 с. — ISBN 5-7010-0255-1
- Засоленные почвы России: [монография] / Е. И. Панкова и др.; отв. ред. Л. Л. Шишов, Е. И. Панкова. - Москва : Академкнига, 2006. — 853 с. — ISBN 5-94628-198-4[4]

## Звания
- Медаль ордена «За заслуги перед Отечеством» II степени (2002)[5]